# Poway
Poway (pronunciado [ˈpaʊeɪ]) es una ciudad dentro del condado de San Diego, California,  Estados Unidos.  Según el censo de 2000 la ciudad tenía una población de 48.044. El código postal de la ciudad es 92064.
Poway está localizada en las coordenadas 32°58′12″N 117°2′19″O / 32.97000, -117.03861 (32.969895, -117.038479). Según la Oficina del Censo de los Estados Unidos, la ciudad tenía un área total de 101,9 km² (39,3 mi²).  101,6 km² (39,2 mi²) es tierra y 0,3 km² (0,1 mi²) es (0,25%) agua. La ciudad es conocida por el idioma diegueño como Pawiiy.

## Demografía
Según el censo de 2000, había 48.044 personas, 15.467 hogares, y 12.868 familias residiendo en la ciudad. La densidad poblacional era de 473,0/km² (1,224.8/mi²). Había 15.714 casas unifamiliares en una densidad promedio de 154,7/km² (400,6/mi²). La demografía de la ciudad era del 82,85% blanca, 7,46% asiática, 1,67% afrodescendiente, 0,48% amerindia,  0,28% polinesios, 3,27% de otras razas, y 3,99% de dos o más razas. El 10,35% son hispanos o latinos de cualquier raza.
Según las estimaciones del San Diego Association of Governments, los ingresos promedio de Poway en 2005 eran de 96.474 dólares (sin haberse ajustado a la inflación).  Y ajustados a la inflación (en dólares de 1999), los ingresos promedio eran 78.340.